# Perroen
Een perroen of piroen is een middeleeuws monument, in hoofdzaak een hardstenen zuil met daarop een rijksappel in de vorm van een pijnappel met een kruis. Meestal staat het monument op een getrapt voetstuk. Het is een symbool van vrijheid, autonomie en gerechtigheid. In veel steden markeerde de perroen de plaats waar recht werd gesproken. De oorsprong van het symbool is duister en wellicht heidens.
Perroens zijn met name te vinden in plaatsen die behoorden tot het vroegere prinsbisdom Luik, met name in de zogenaamde Goede Steden. Een uitzondering is de Fontaine-Perron van Nijvel in Brabant.

## Etymologie
Perroen verwijst mogelijk naar het trapsgewijse voetstuk, een perron. Het Waalse woord perron is een vergrotingsvorm van pierre (steen), een grote steen dus. Piroen is mogelijk ook een afgeleide van het Latijnse pirum, wat 'peer' betekent, een verwijzing naar de vorm van het monument. Hieruit is vermoedelijk ook de benaming van het bouwkundige ornament piron ontstaan.

## Luikse perroen
In de stad Luik markeert de perron de plaats waar vroeger wetten en verordeningen werden afgeroepen, pal voor het huis La Violette op de Place du Marché, dat in de middeleeuwen als stadhuis van Luik fungeerde. In de 12e eeuw werd de perroen al afgebeeld op munten van de Luikse prins-bisschop Hendrik van Leyen, maar het is niet duidelijk of hij de eerste was die de Luikse perroen oprichtte. Op den duur symboliseerde de perroen autonomie en zelfstandigheid, eerst van de bisschop en later van de stad. In de 14e eeuw werd het symbool opgenomen in het wapen van de stad.
Nadat Karel de Stoute de legers van het prinsbisdom Luik en het daaraan onderhorige graafschap Loon in de Slag bij Brustem had verslagen, liet hij de stad Luik in 1468 verwoesten. De perroen, het symbool van de Luikse vrijheid, werd afgebroken en overgebracht naar Brugge. Na de dood van Karel in 1477 werd de Luikse perroen heropgericht. In 1696 ontwierp de Luikse beeldhouwer Jean Del Cour een fontein, waarvan de perroen een onderdeel werd. Deze fontein werd in 1848 verwoest en daarna opnieuw opgebouwd. Een deel van het beeldhouwwerk van de originele fontein bevindt zich thans in het museum Grand Curtius.

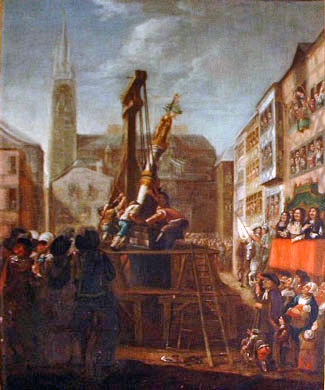
Heroprichting perroen (1478)
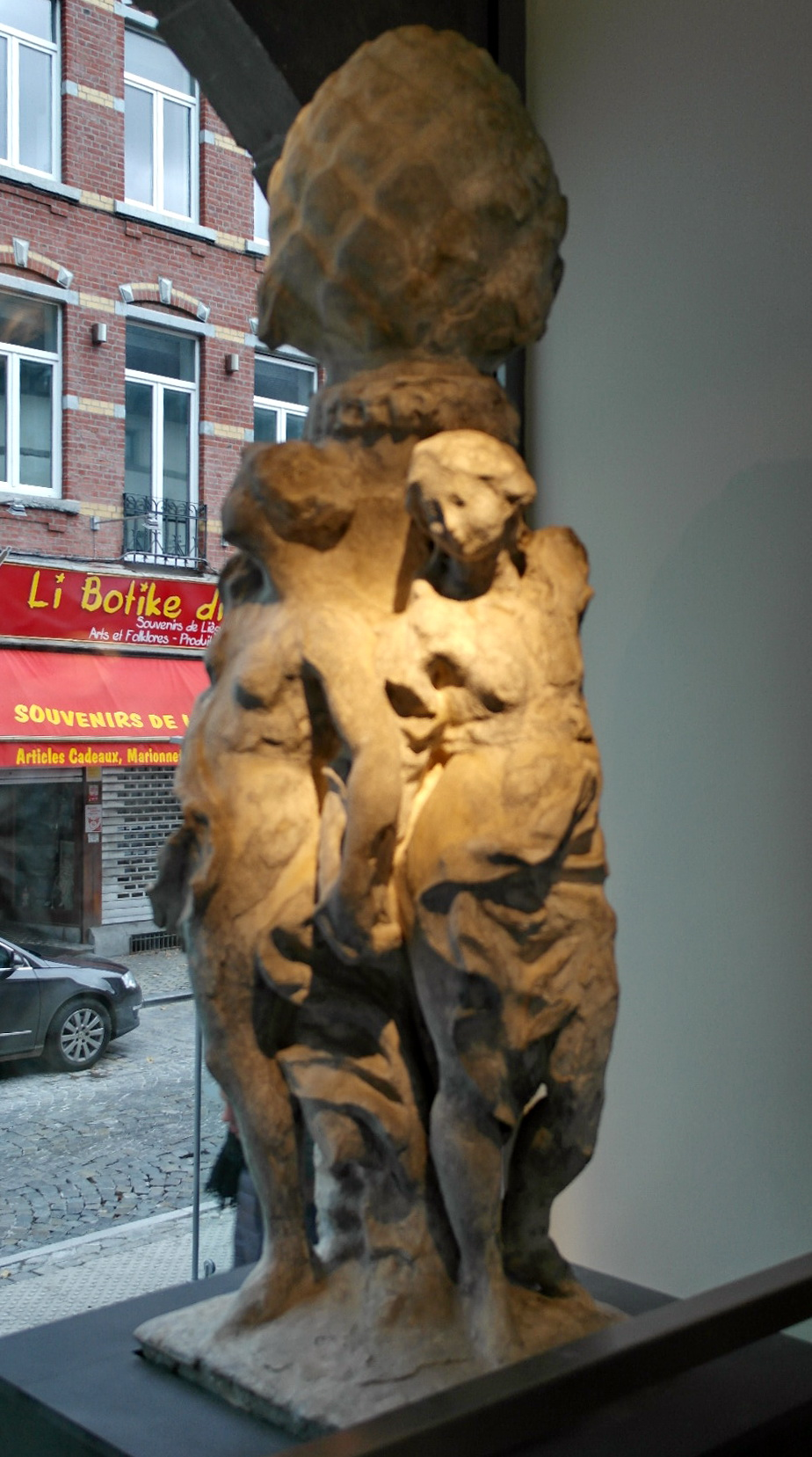
Deel 17e-eeuwse perroen
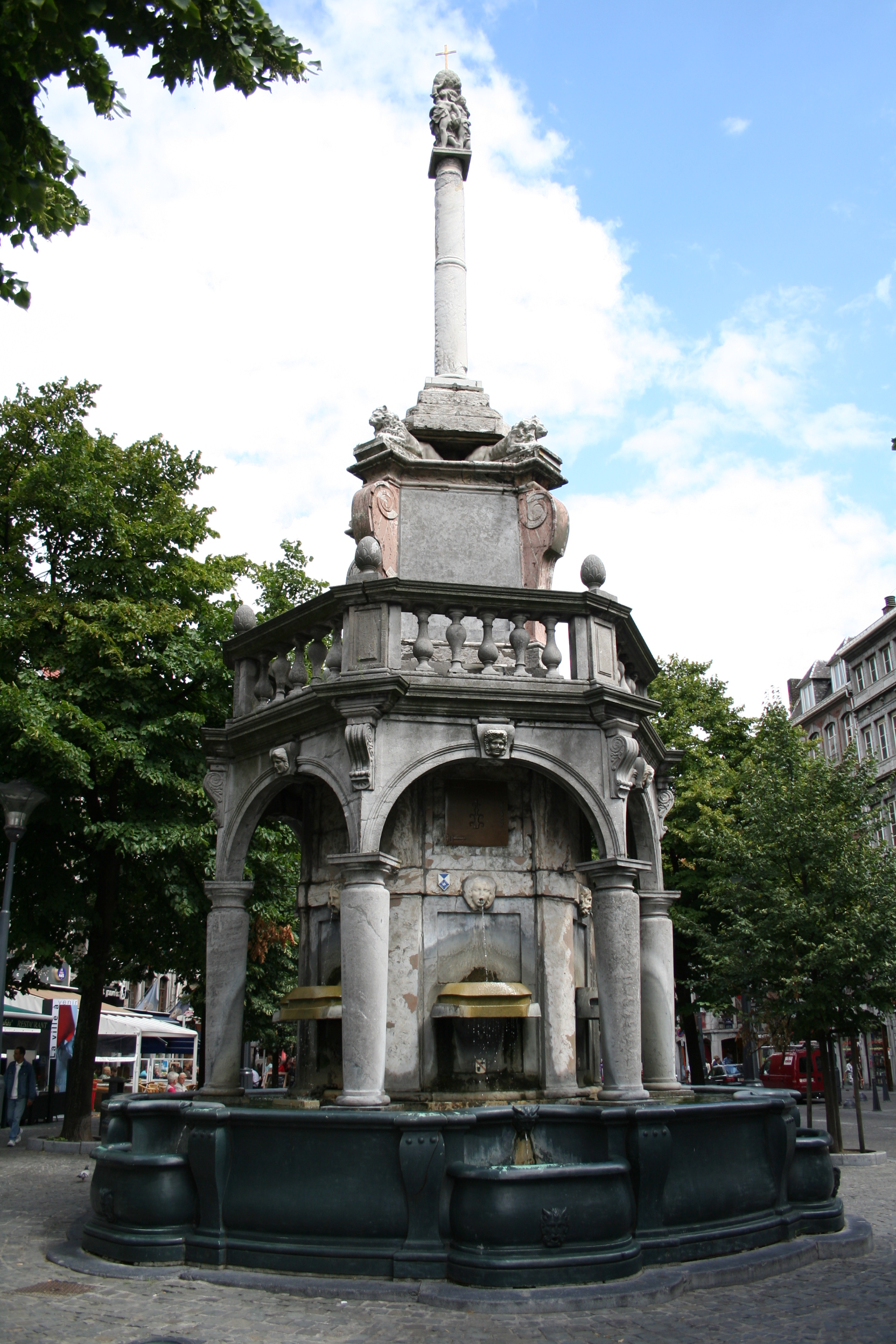
Luikse perroen met fontein
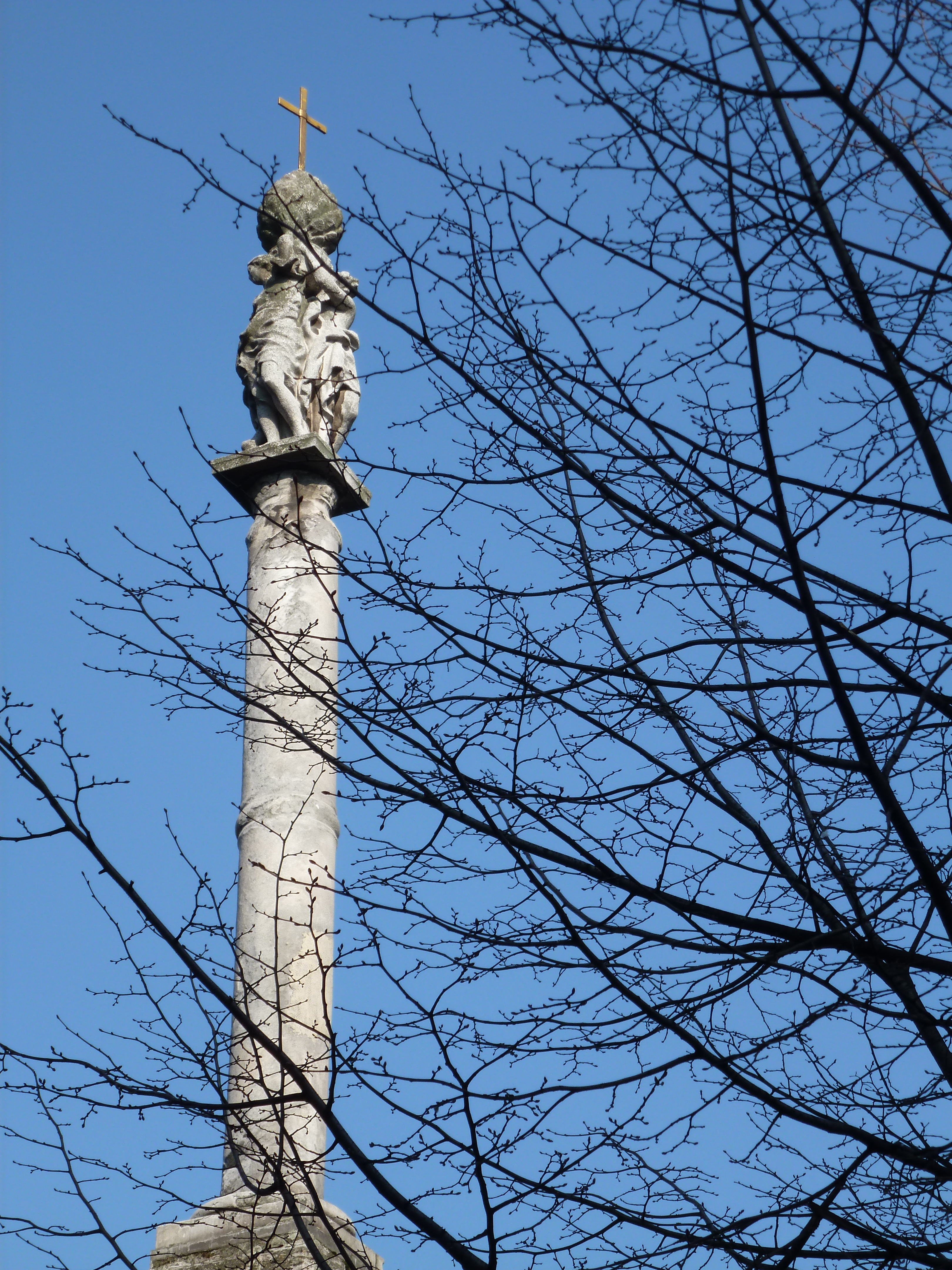
De eigenlijke perroen

## Perroens elders
De perroen van Luik is weliswaar de bekendste perroen, maar ook in de meeste andere Goede Steden (Frans: Bonnes Villes) zijn perroens te vinden. Vanaf de 14e eeuw mochten alle steden van het prinsbisdom Luik een perroen oprichten. Hoei had al voor 1235 een perroen. Niet alle plaatsen met perroens zijn echter Goede Steden. Theux bijvoorbeeld werd pas later door het prinsbisdom ingelijfd. Stavelot kreeg een perroen omdat de prins-bisschop van Luik ook een tijdlang prins-abt van Abdijvorstendom Stavelot-Malmedy was. Ook Maastricht heeft een perroen, hoewel deze  tweeherige stad nooit tot de Goede Steden van het Prinsbisdom behoorde.

### Perroens in Waalse Goede Steden
Perroens zijn tegenwoordig nog te vinden in diverse Waalse plaatsen die ooit tot het prinsbisdom Luik behoorden, zoals Hoei, Verviers, Sart (gemeente Jalhay), Stavelot, Theux, Herve en Wezet. In Andenne is een perroen gemonteerd boven op een gietijzeren fontein.

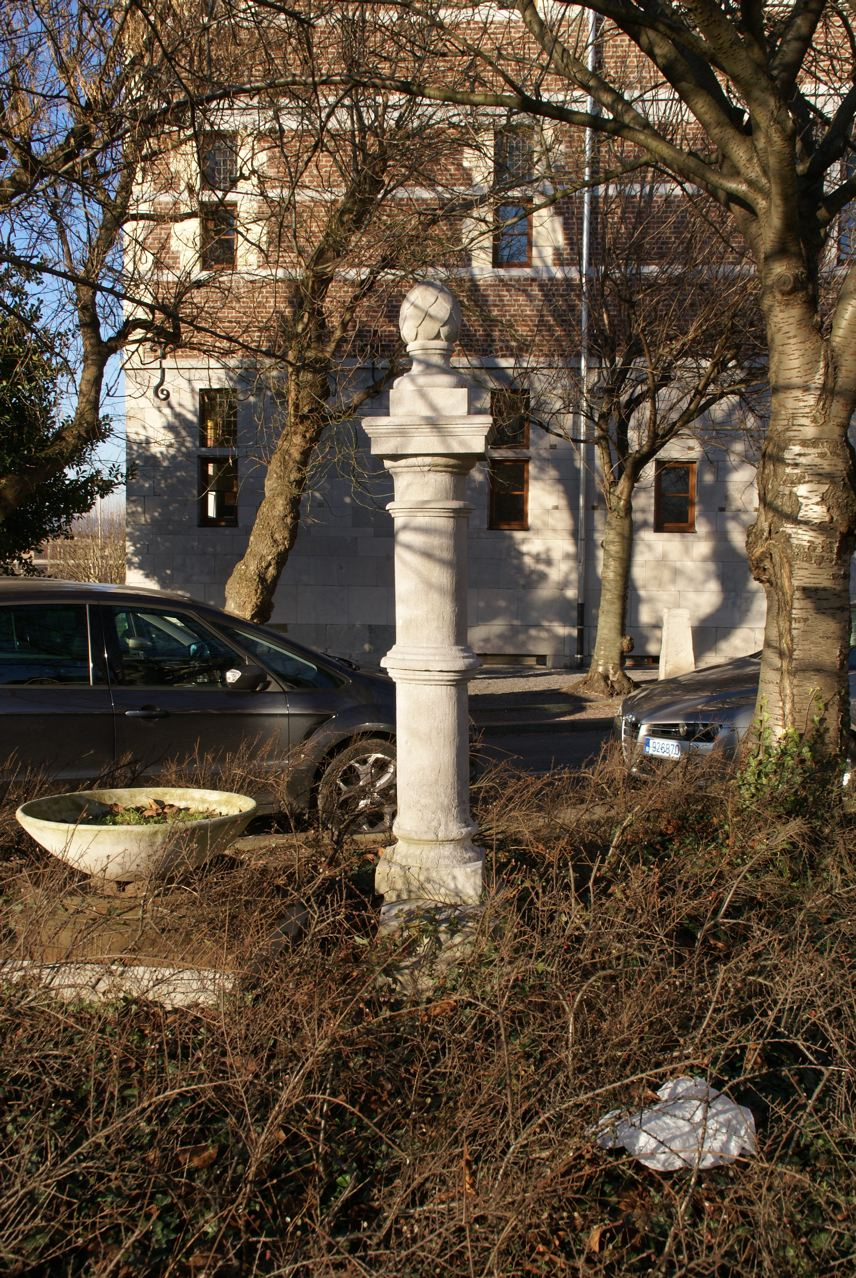
De perroen van Wezet
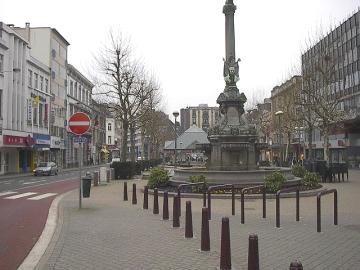
De perroen van Verviers
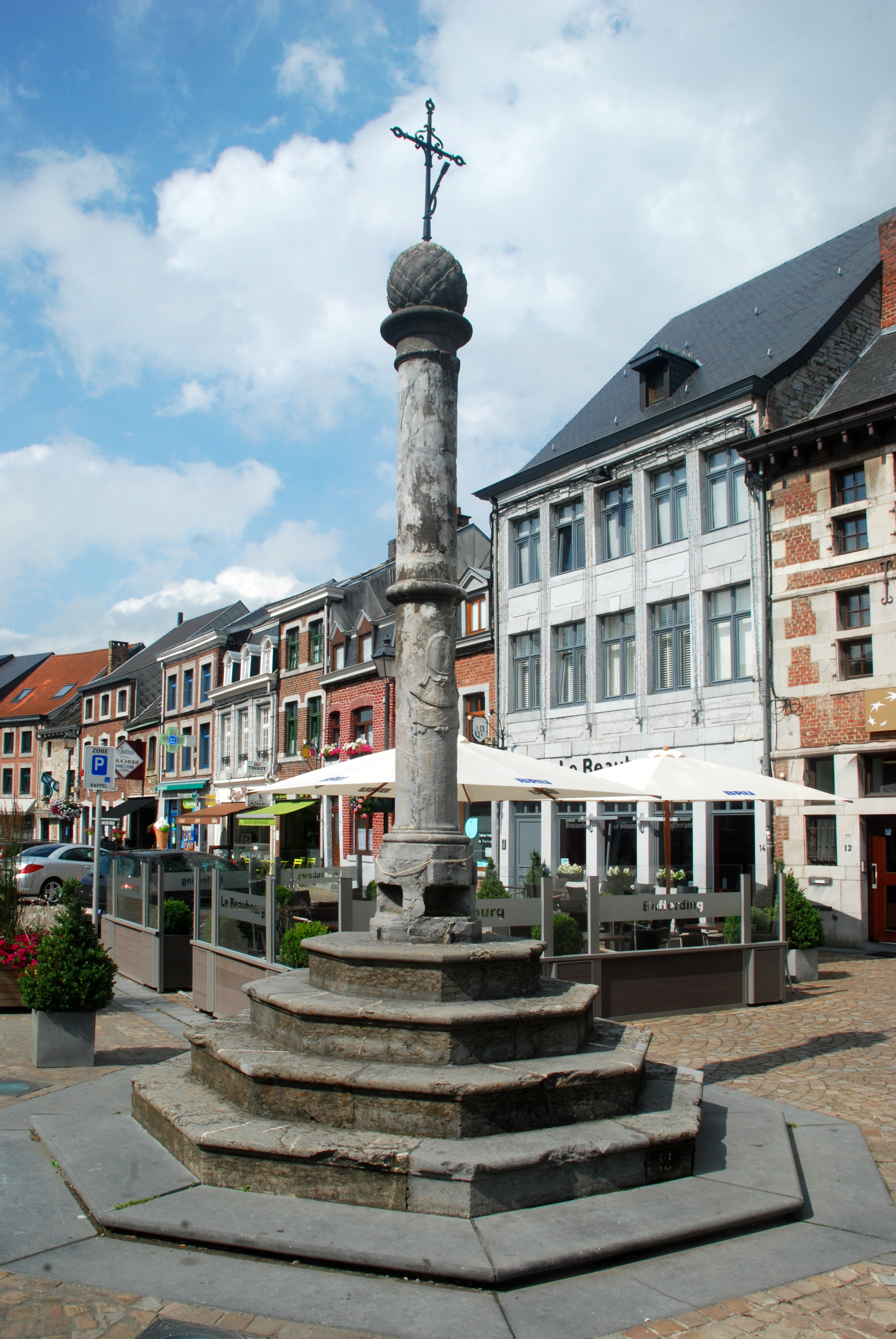
De perroen van Theux
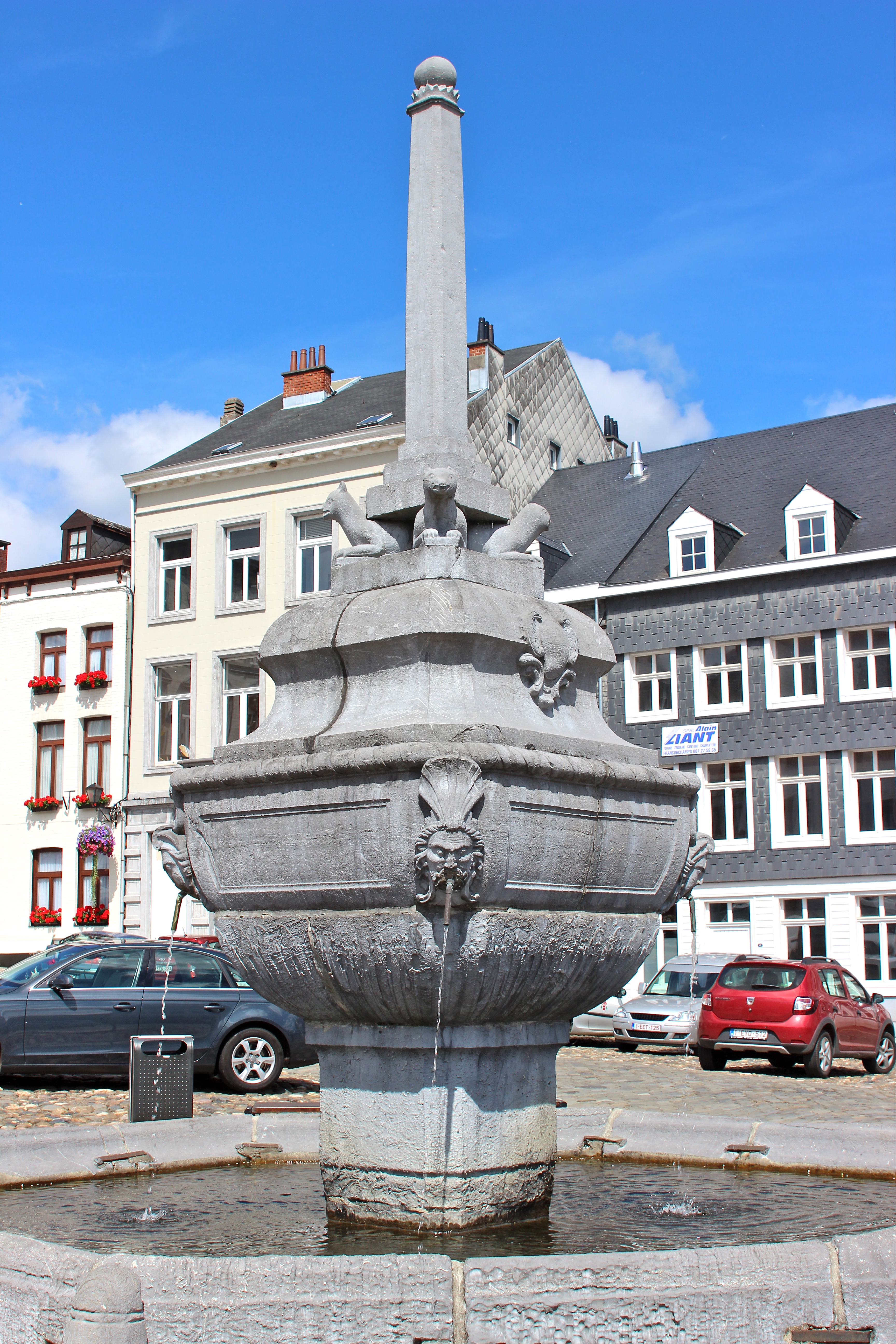
De perroen van Stavelot

### Perroens in Dietse Goede Steden
In Belgisch-Limburg behoorden de meeste plaatsen tot het Dietssprekende deel van het prinsbisdom en hadden om die reden het recht een perroen op te richten: Bilzen, Oud-Rekem, Hasselt, Tongeren, Borgloon, Sint-Truiden, Herk-de-Stad, Montenaken (Gingelom), Maaseik, Peer, Stokkem, Bree en Beringen. In Hamont is de pijnappel en het kruis van de perroen gecombineerd met een waterpomp. De perroen van Beringen werd in 2021 heropgericht. In de tot 1795 tweeherige stad Maastricht, die niet tot de Goede Steden behoorde, bevindt zich een kopie van de in 1794 vernielde perroen op het Vrijthof. De zogenaamde Nicolaas-perroen bij de H.H. Nicolaas en Barbarakerk in Valkenburg is geen Luikse perroen, omdat die stad nooit tot het prinsbisdom heeft behoord.

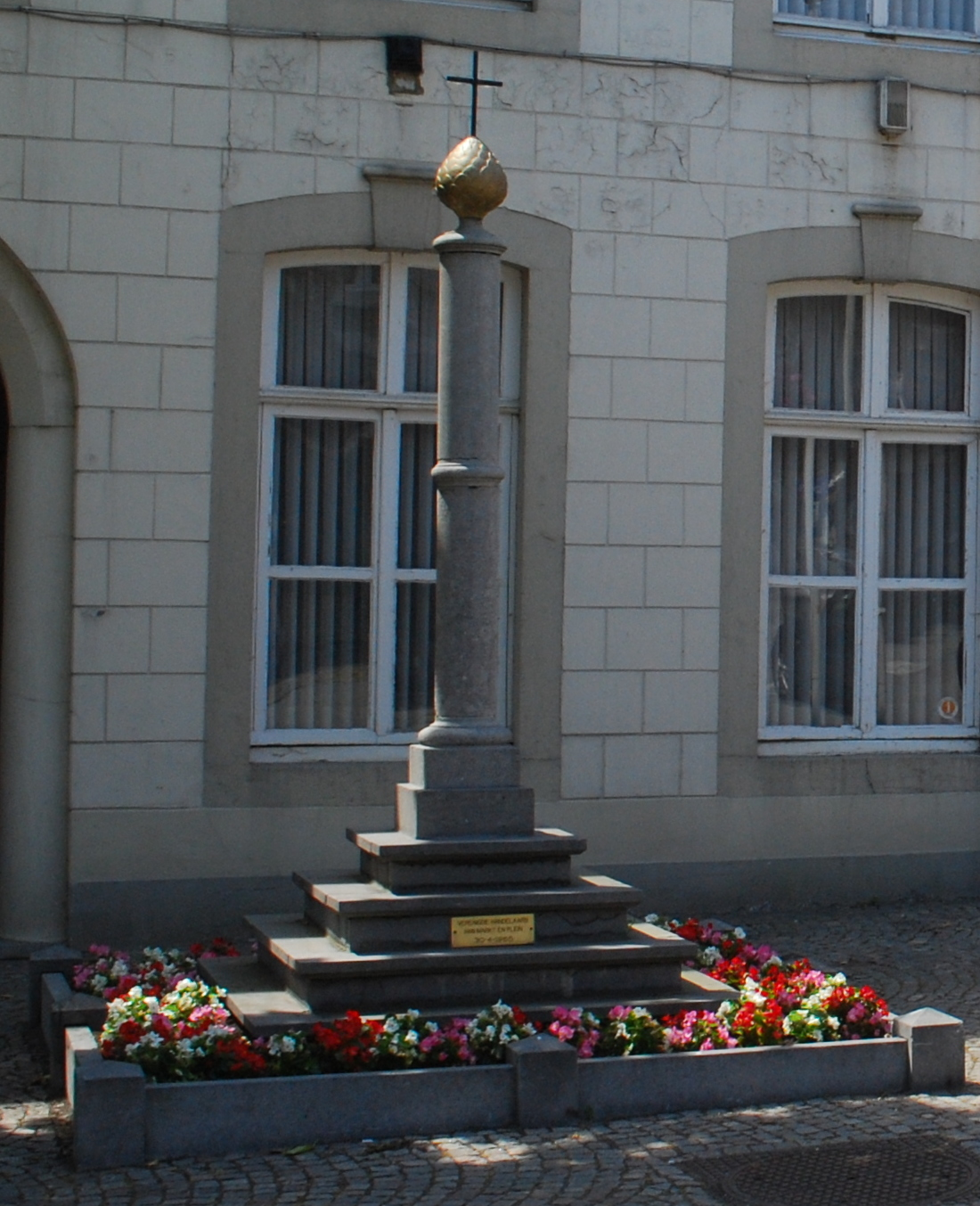
De perroen van Tongeren
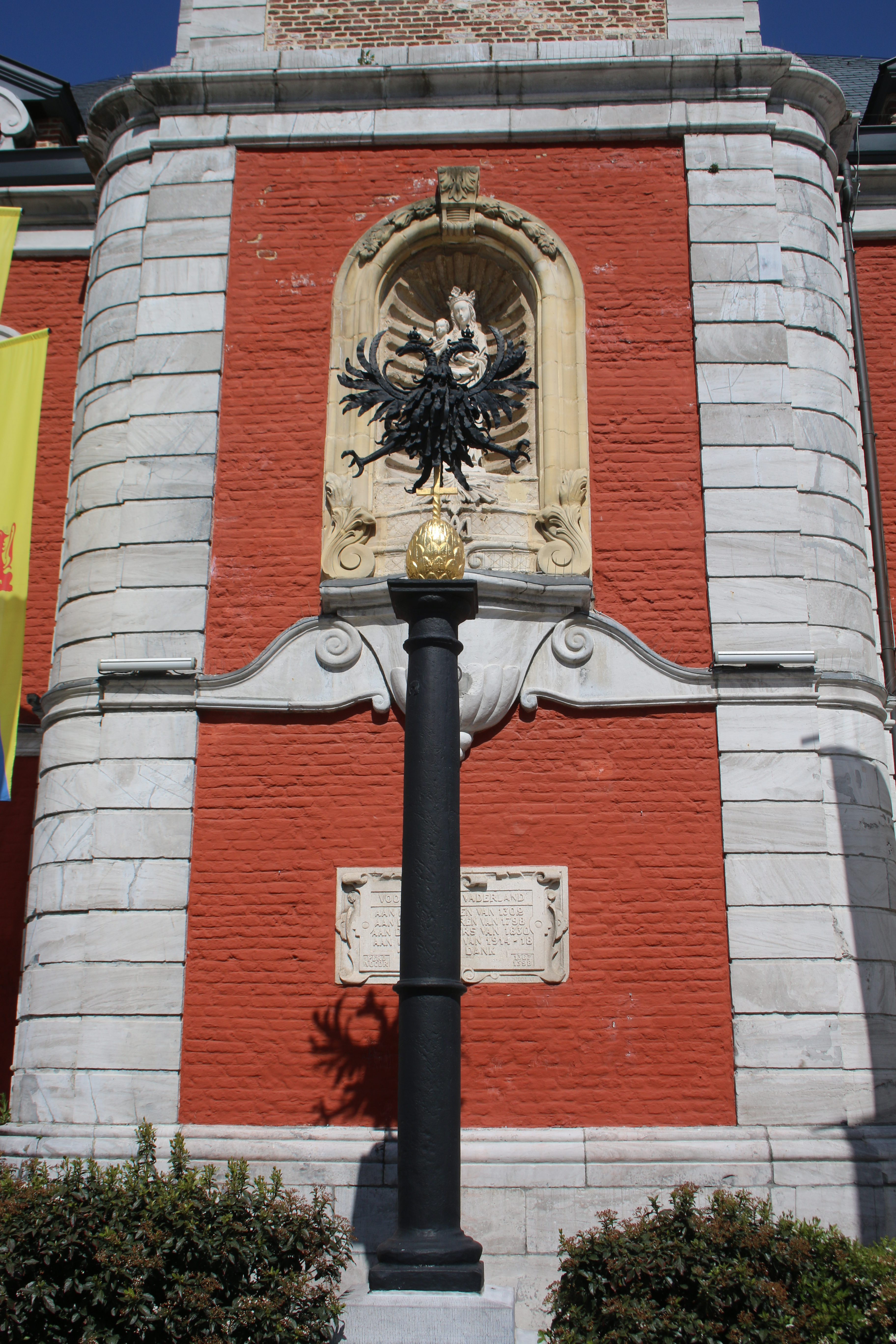
De Sint-Truidense perroen
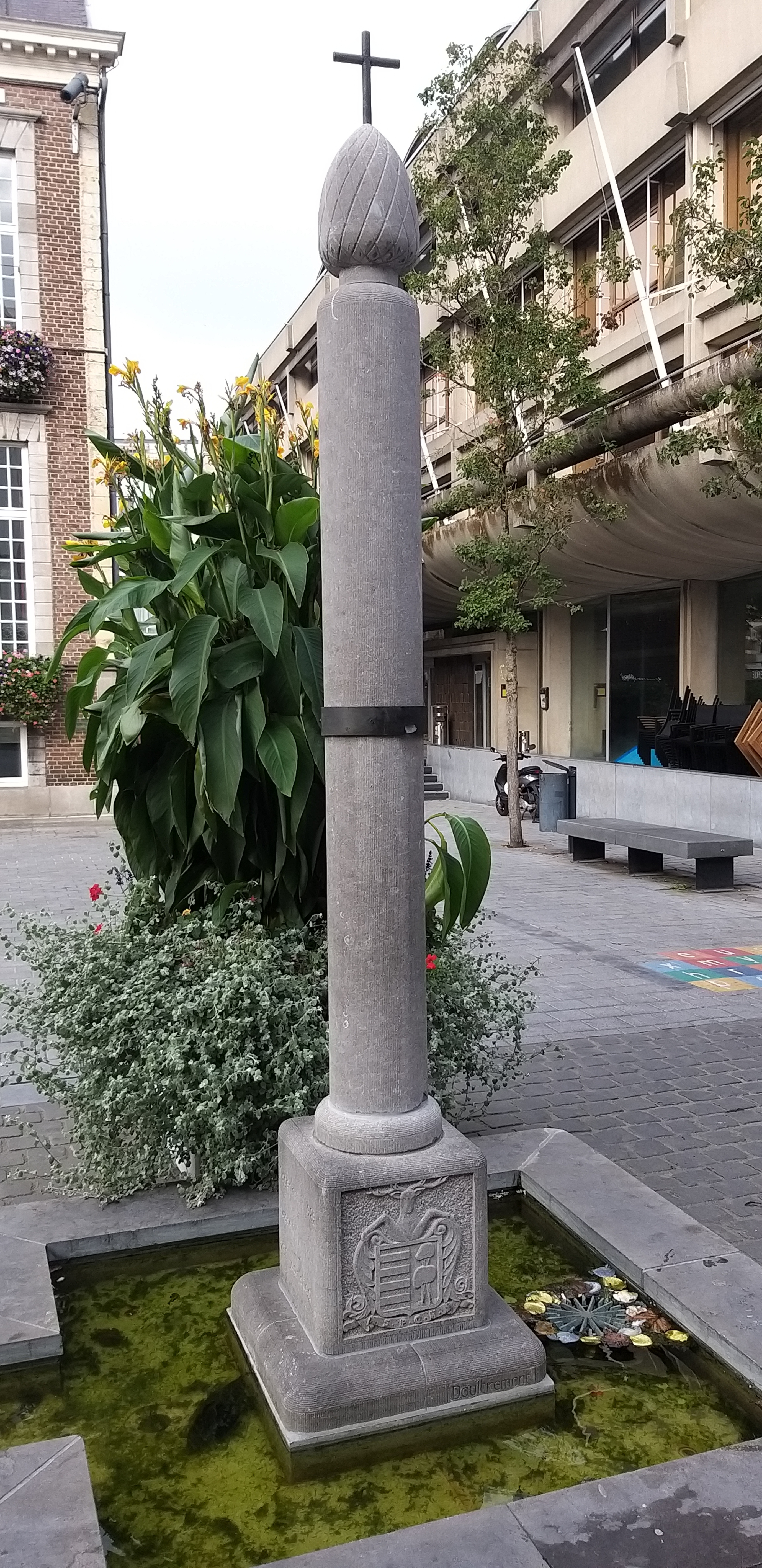
De Hasseltse perroen
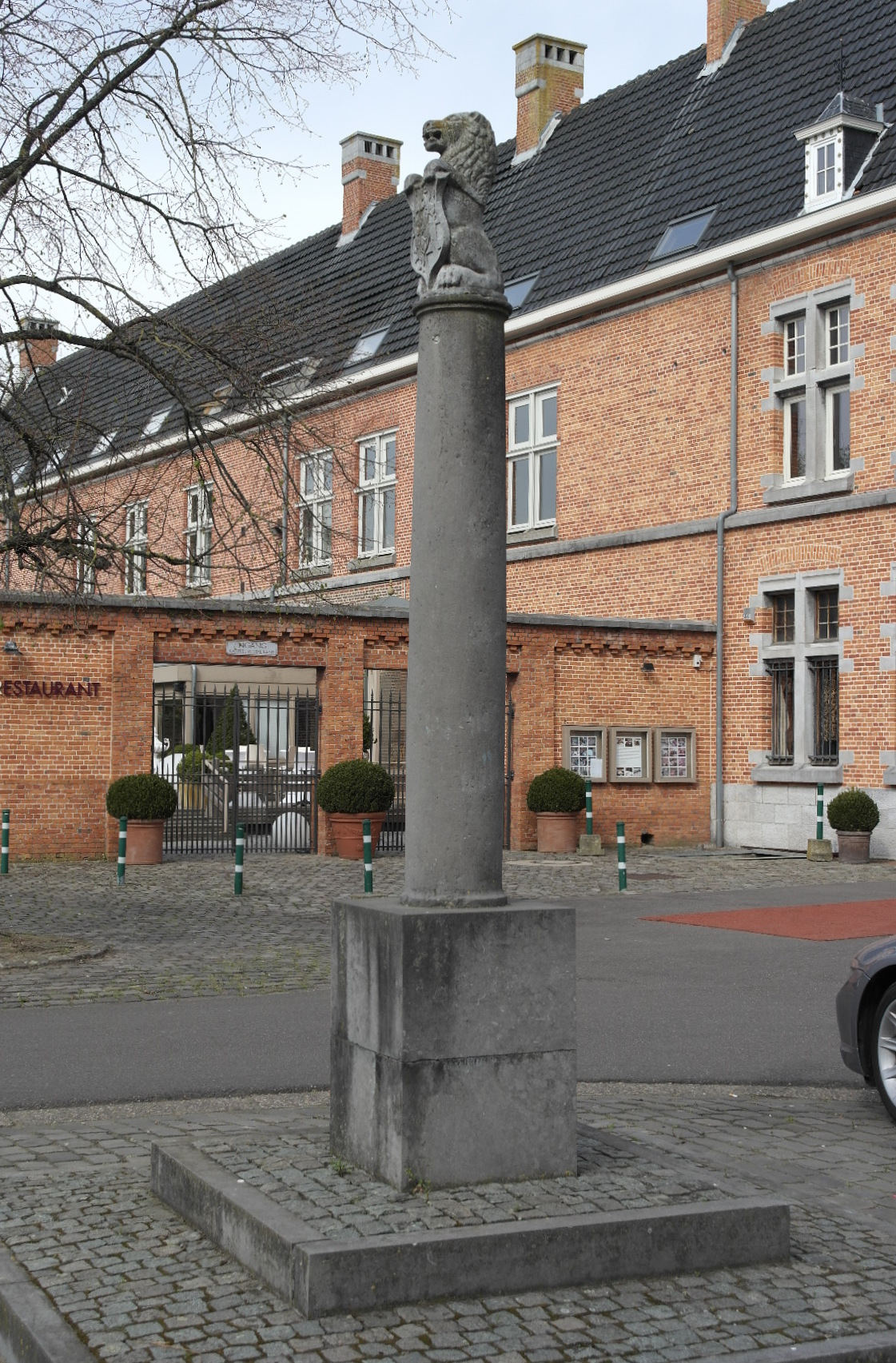
De perroen van Oud-Rekem
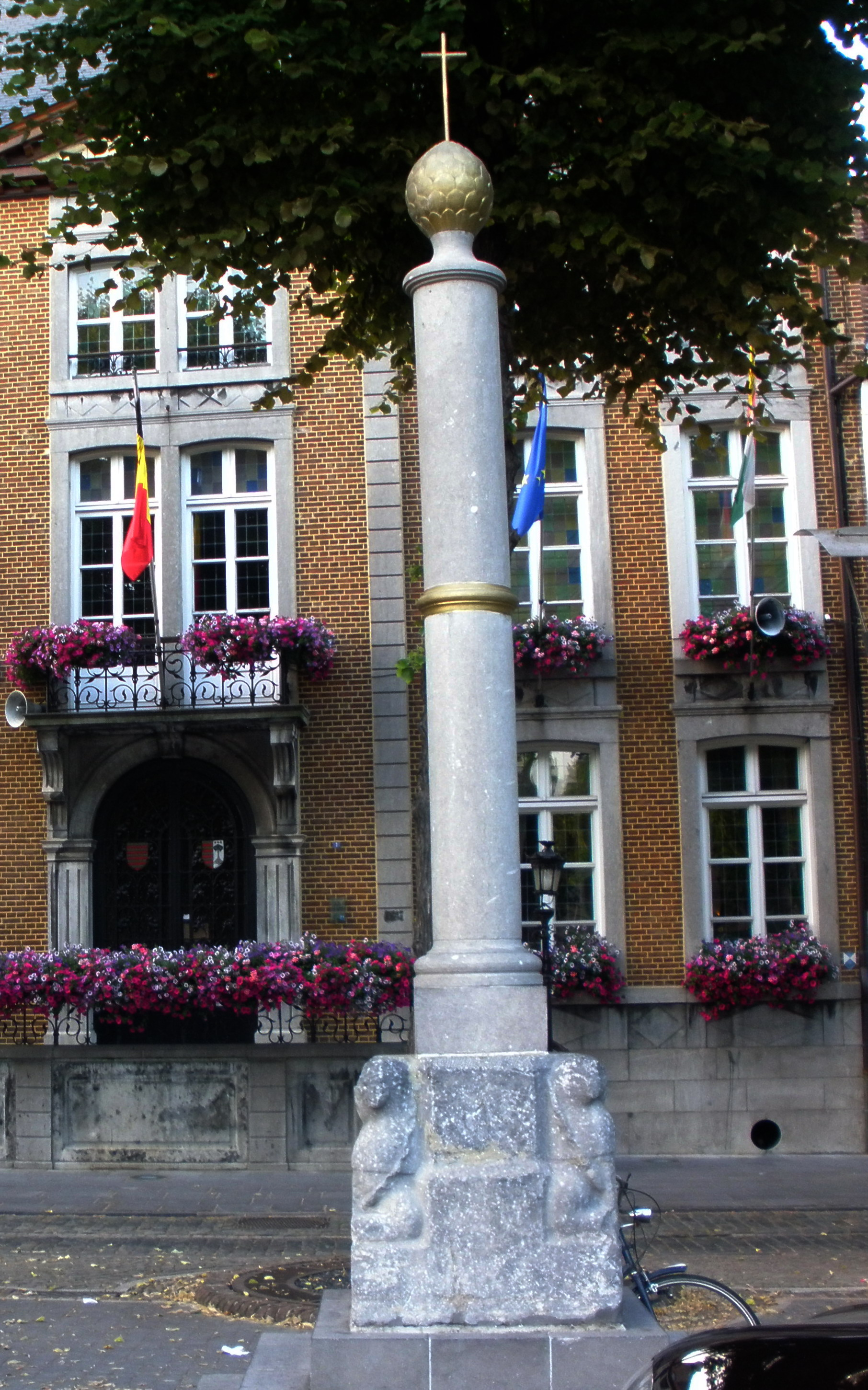
De perroen van Maaseik
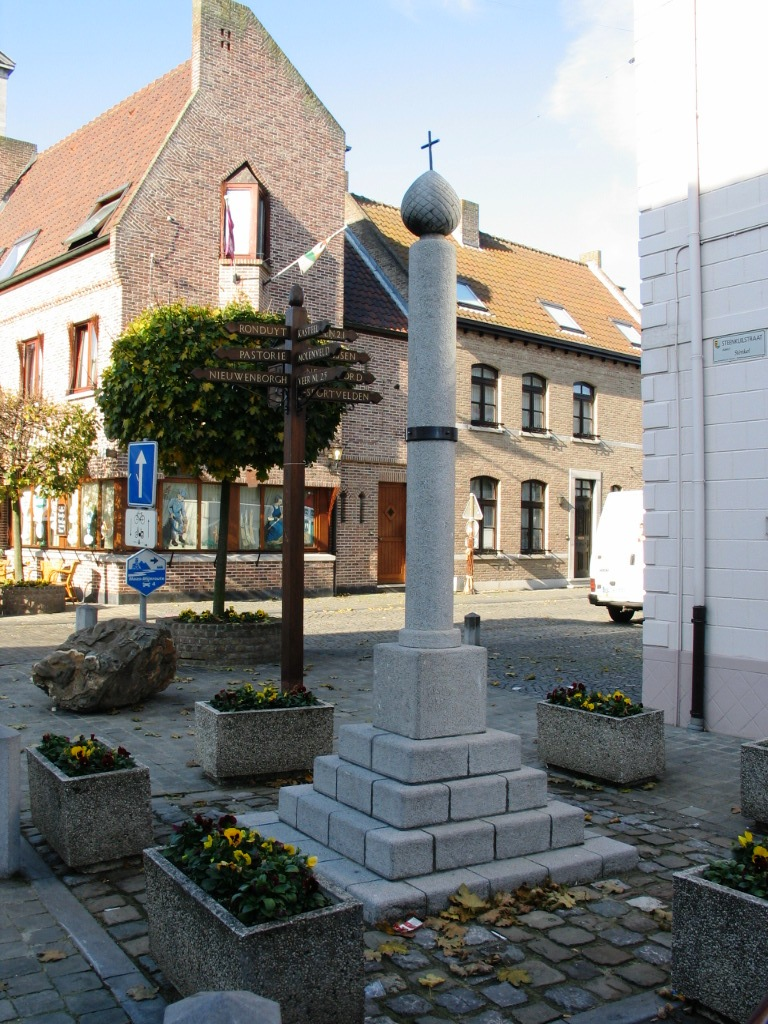
De perroen van Stokkem
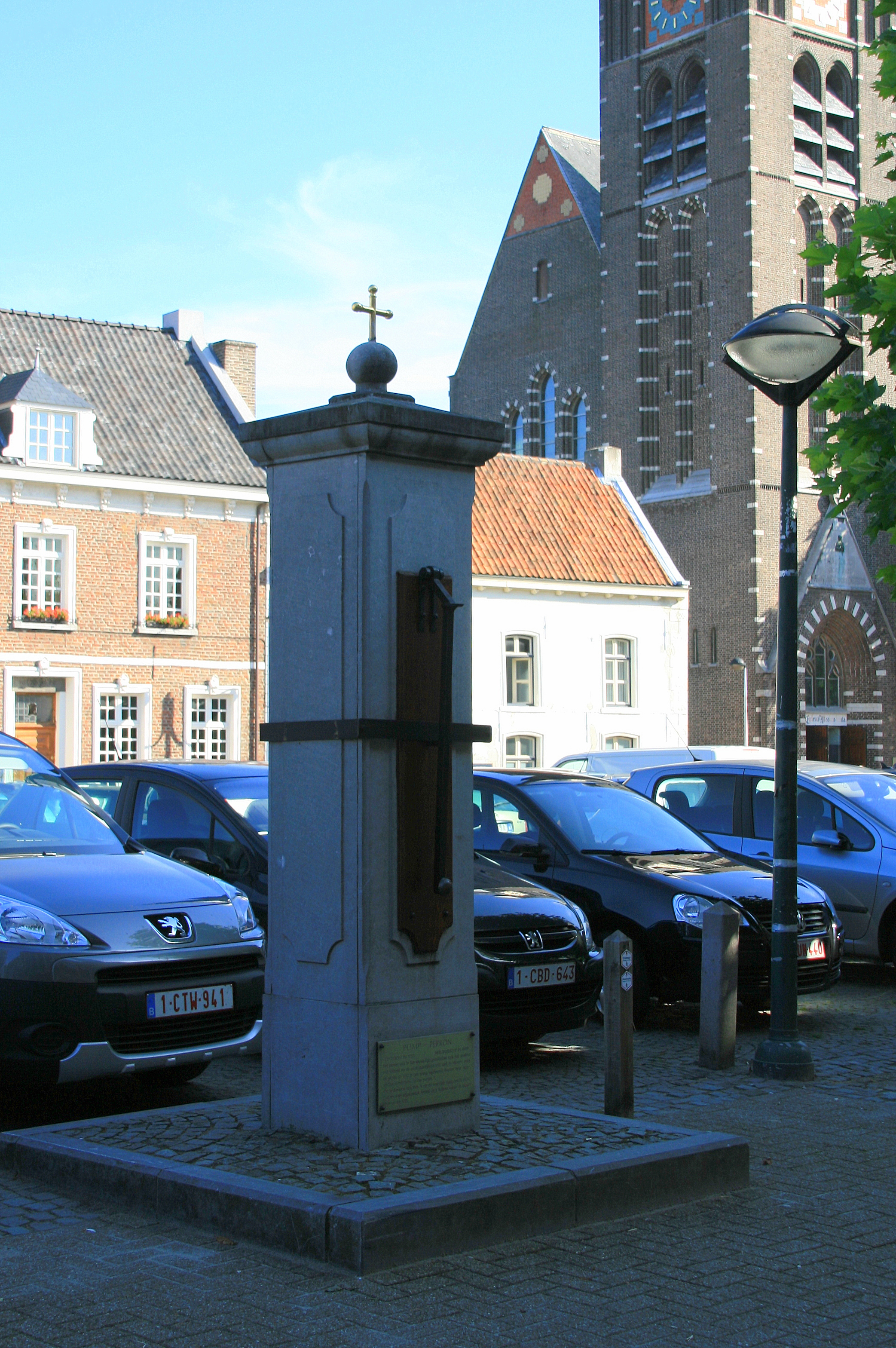
Hamontse pomp-perroen
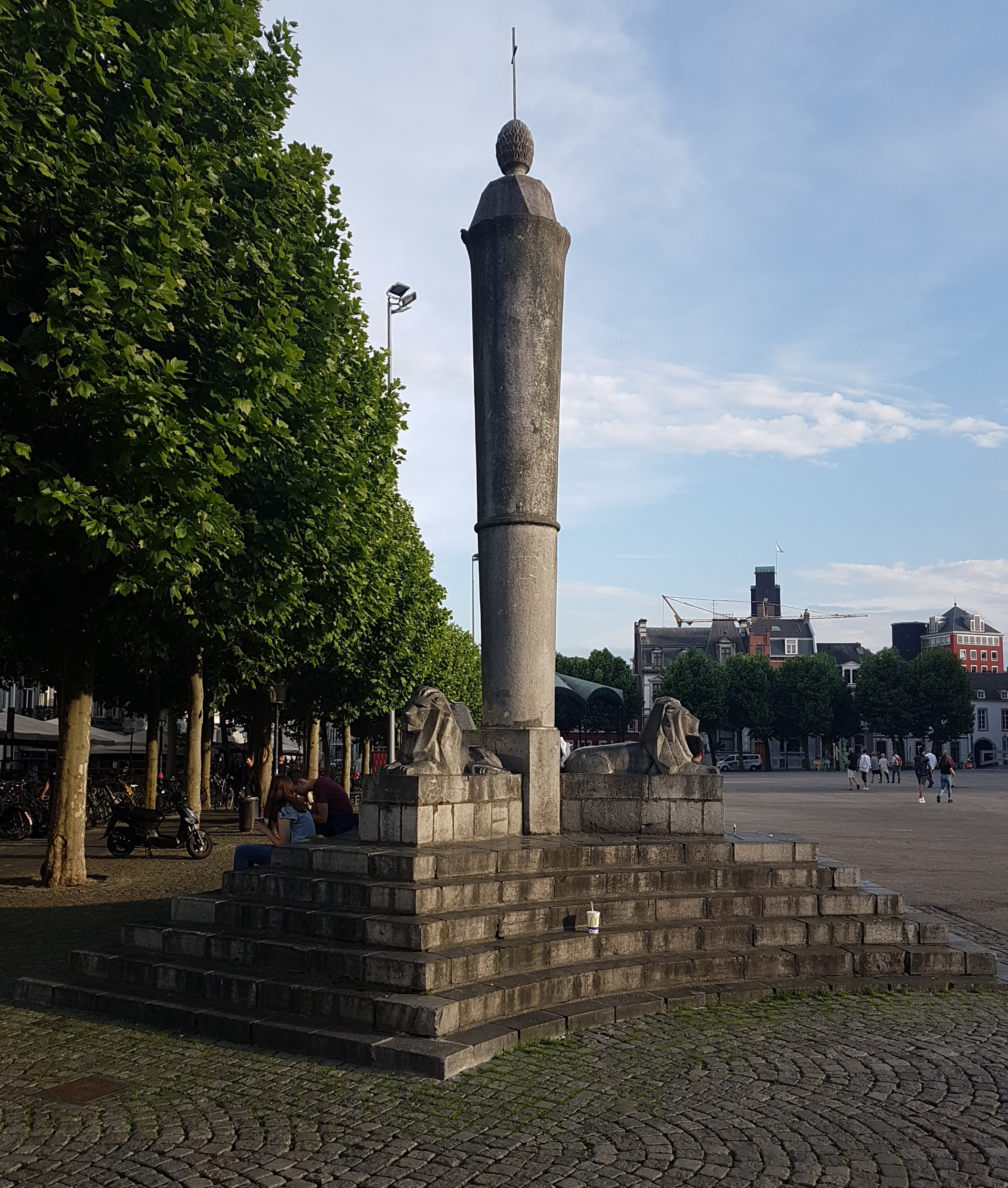
De Maastrichtse perroen

## De perroen als symbool
De Luikse perroen symboliseerde vanouds de vrijheid en de rechtspraak in het prinsbisdom Luik. Afbeeldingen van de eigenlijke perroen verwijzen naar deze symbolische betekenis.

### Perroens in de heraldiek
Zowel de stad Luik als Sint-Truiden hebben de perroen opgenomen in het stadswapen.

Wapen van Luik met perroen
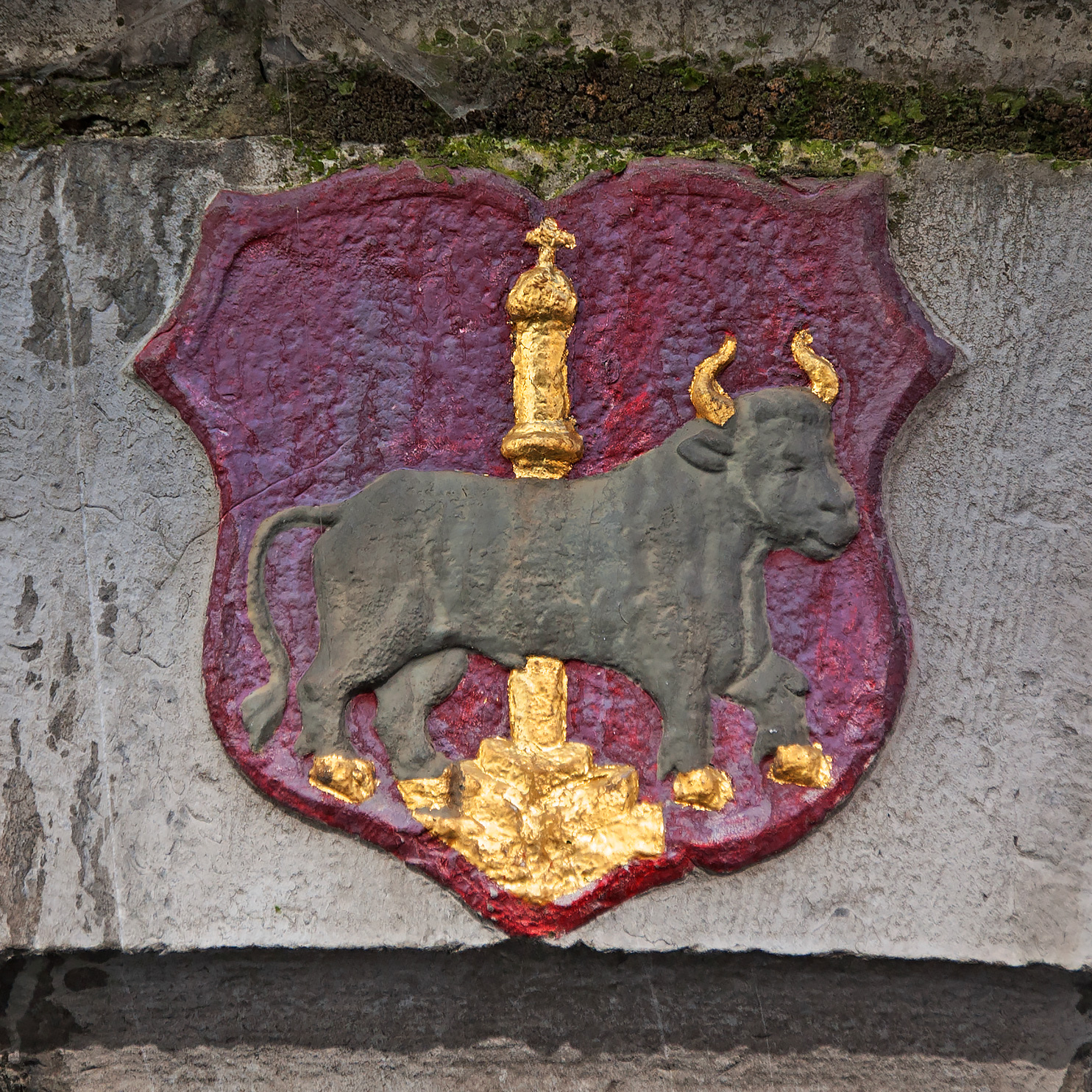
Wapensteen slagersgilde, Vleeshal, Luik
Wapen van Sint-Truiden met perroen
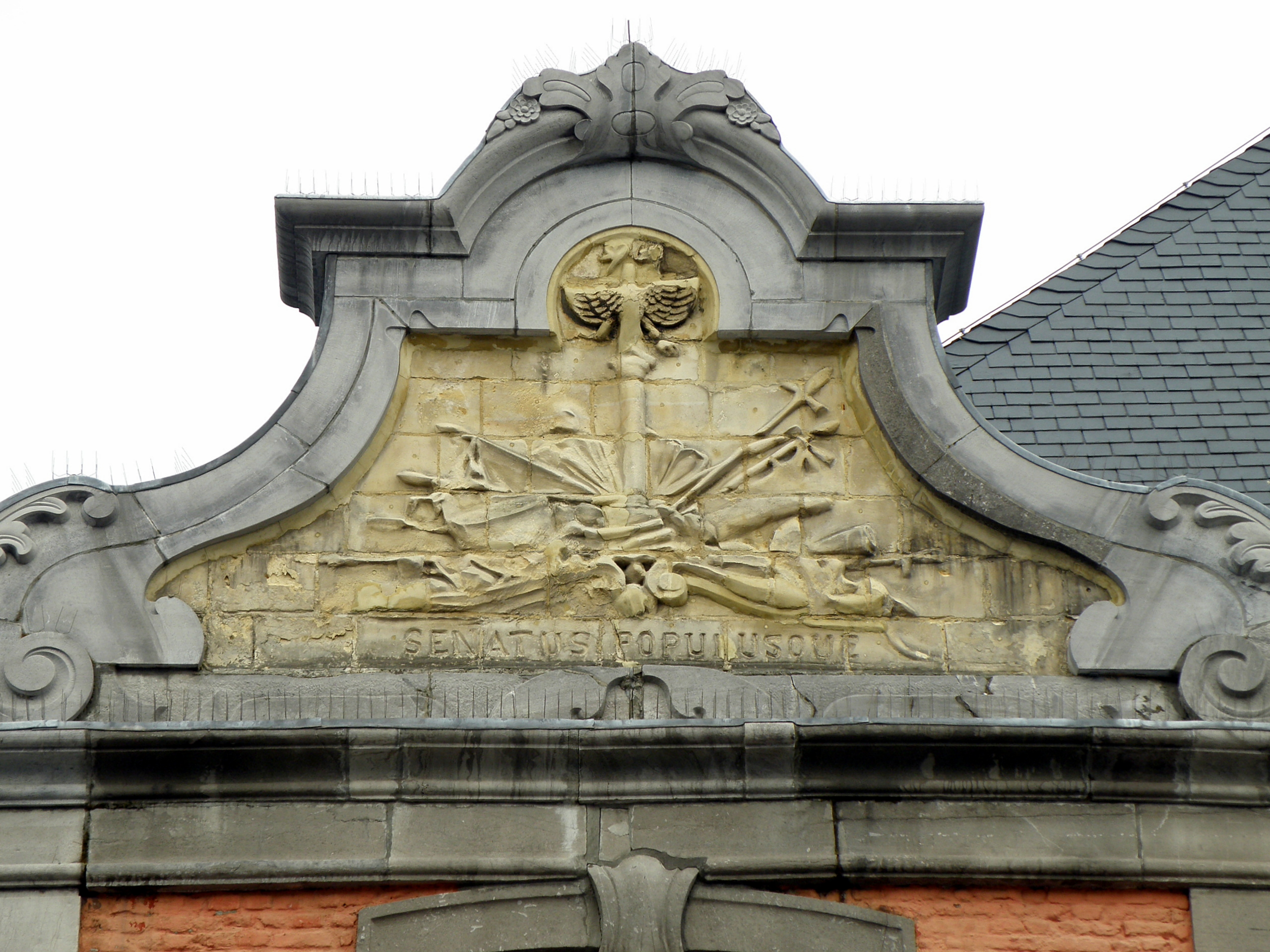
Wapensteen stadhuis van Sint-Truiden

### Perroens in de kunst
Perroens worden veelvuldig afgebeeld in de beeldende kunst en op kunstvoorwerpen om een verband te leggen met de stad of het land Luik.

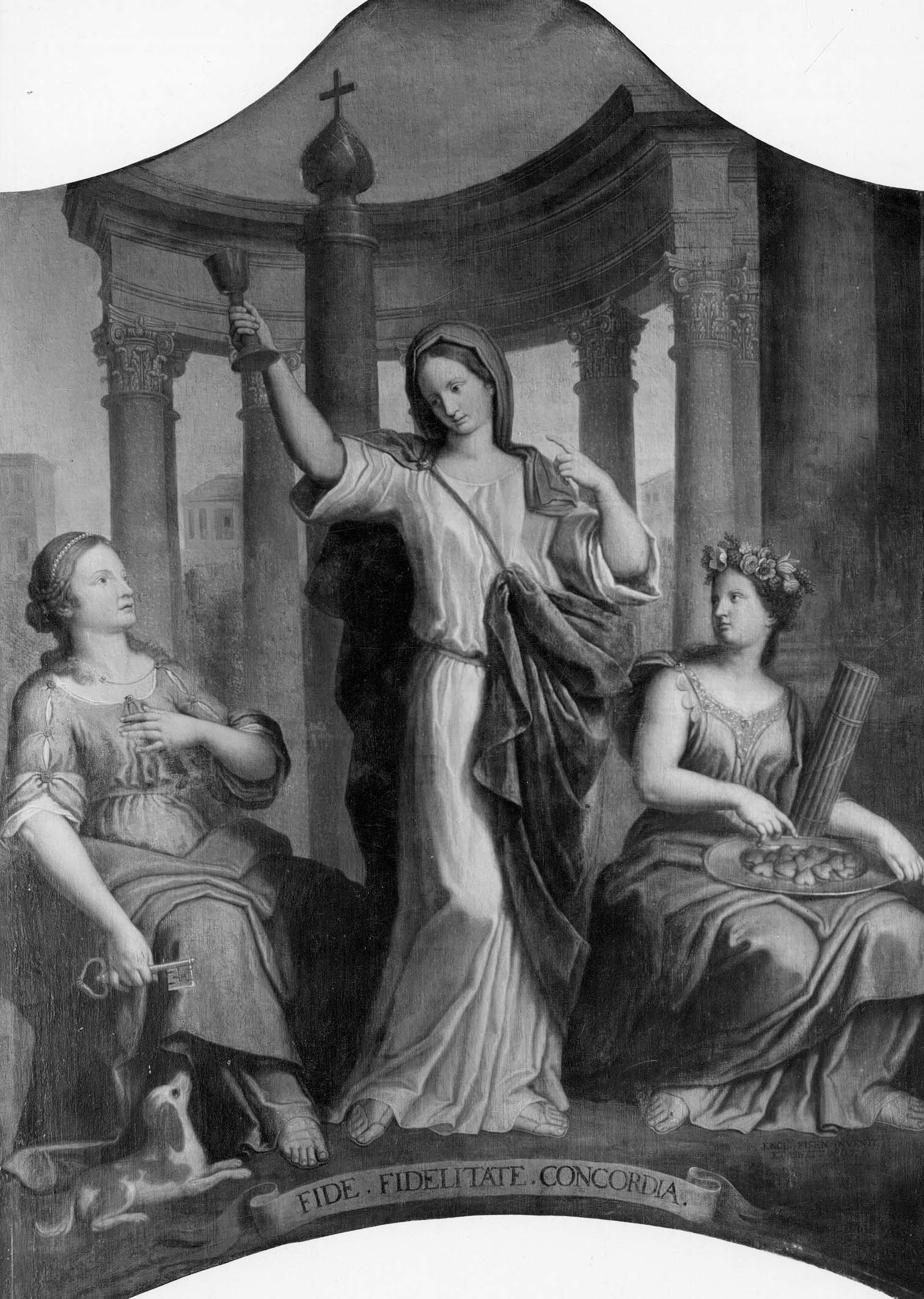
Allegorisch schilderij met perroen van Englebert Fisen
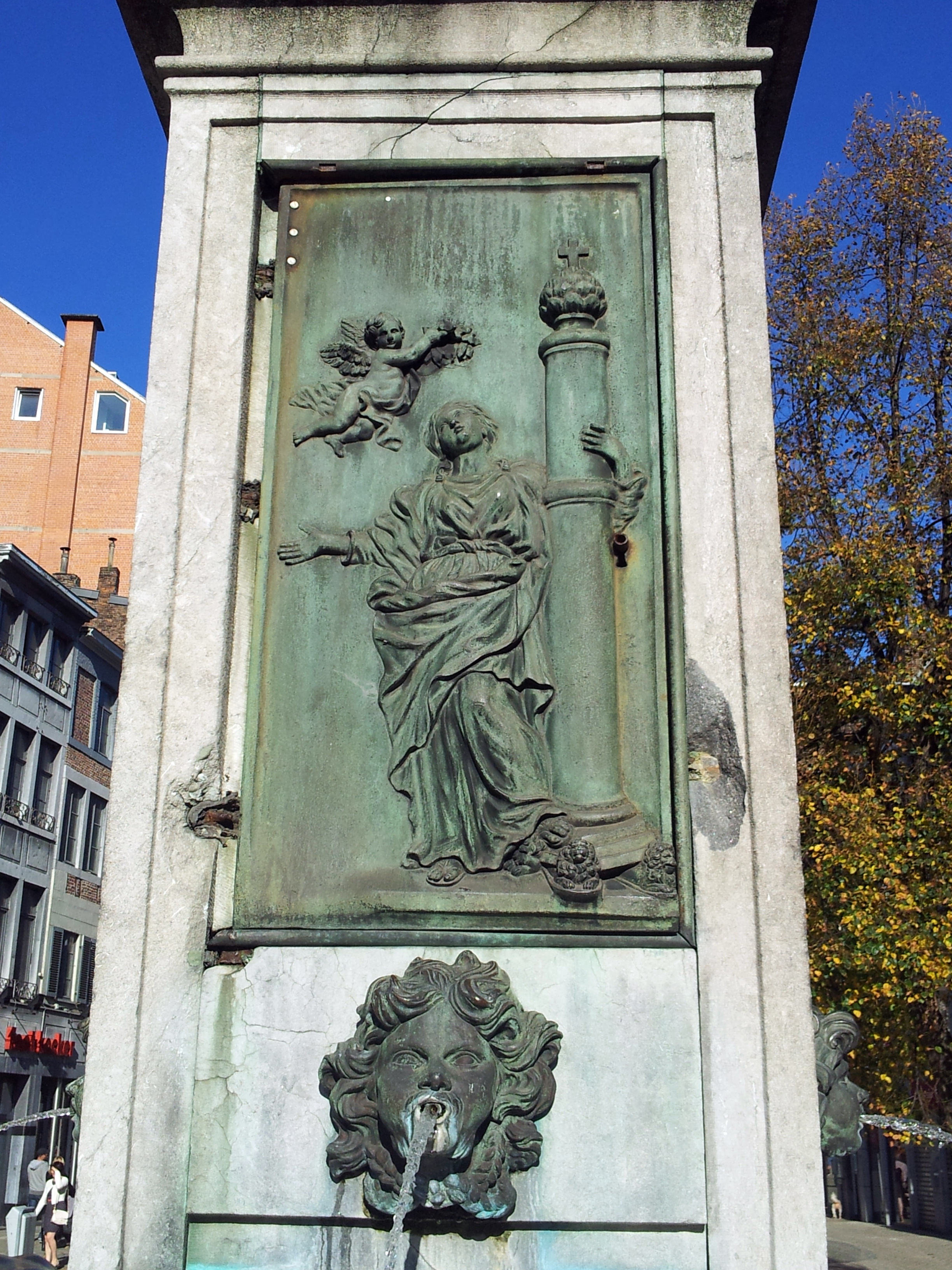
Fontein Vinâve d'Île, Luik: reliëf met perroen
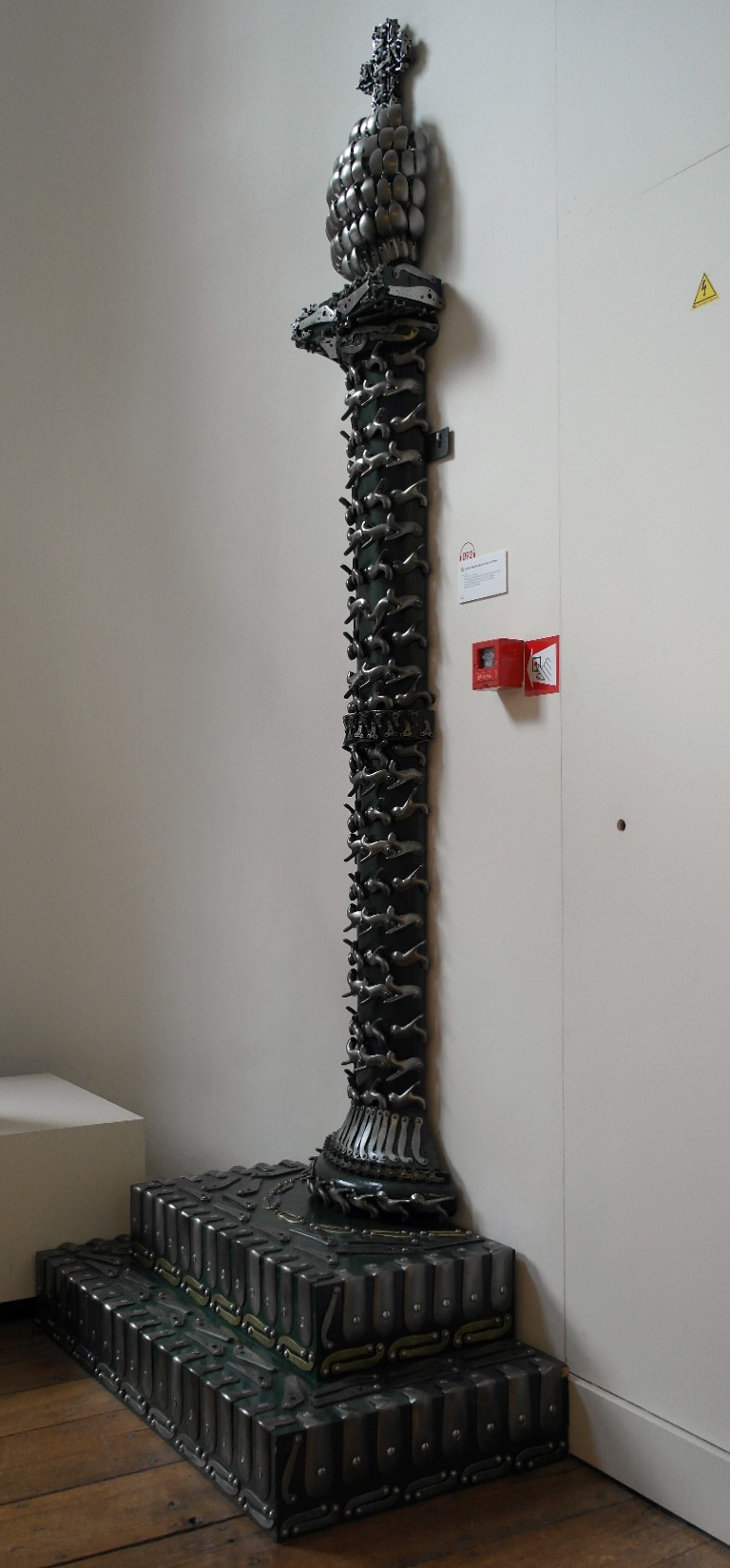
Grand Curtius, Luik: perroen van geweerkolven
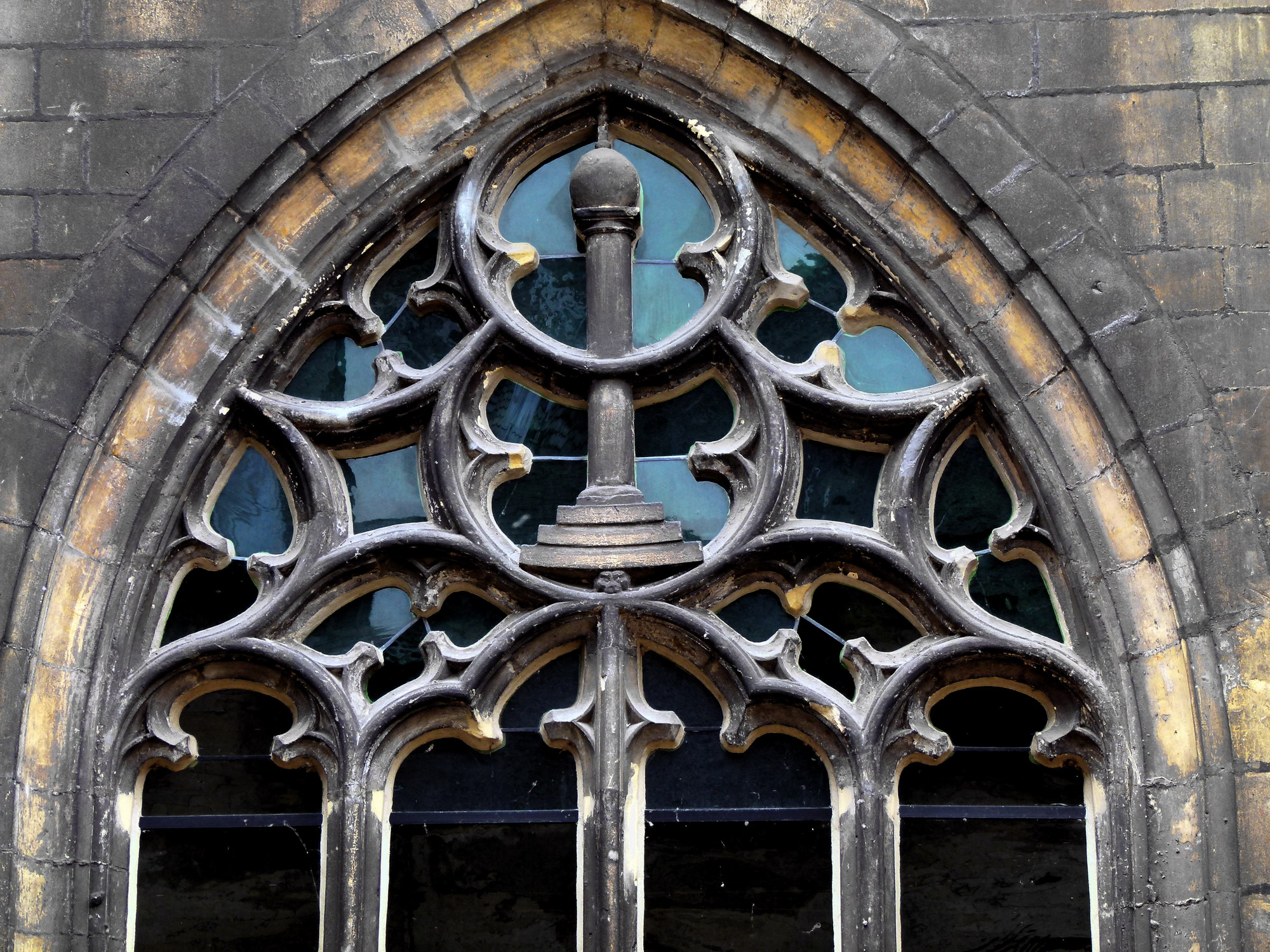
OLV-basiliek, Maastricht: gotisch venster kloostergang